# Kyril Bonfiglioli
Kyril Bonfiglioli (Eastbourne, 29 maggio 1928 – Jersey, 3 marzo 1985) è stato uno scrittore inglese, autore della serie di romanzi con protagonista il personaggio di Charlie Mortdecai.

## Biografia
I suoi romanzi hanno avuto un discreta fortuna in Inghilterra, dove sono usciti tra il 1972 e il 1999, ma senza garantire all'autore un vero successo editoriale.
Di madre inglese e padre italo-sloveno, Bonfiglioli fu anch'esso mercante d'arte come il suo personaggio Charlie Mortdecai, ma come lui stesso ha scritto “l'unica somiglianza con il sottoscritto risiede nell'abbondante girovita”. Morì di cirrosi epatica nel 1985. Aveva 5 figli.

## Romanzi con protagonista Charlie Mortdecai
Bonfiglioli ha scritto quattro libri con protagonista Charlie Mortdecai, tre dei quali sono stati pubblicati durante la sua vita e uno postumo, completato dallo scrittore satirico e parodista Craig Brown. Charlie Mortdecai è un mercante d'arte immaginario. La sua trilogia comico-thriller ha ricevuto il plauso della critica negli anni Settanta e nei primi anni Ottanta. La satira asciutta e l'umorismo nero dei libri furono recensiti favorevolmente dal The New Yorker e da altri. I libri sono ancora in stampa e sono stati tradotti in diverse lingue.
1. Mortdecai (Don't point that thing at me , 1972), Piemme, 2015, traduzione di Stefania Bertola, [ISBN] : 978-88-566-4451-7
2. Mortdecai e il complotto del secolo (After you with the pistol, 1979), Piemme, 2015, traduzione di Silvia Magi e Riccardo Fedriga, [ISBN] : 978-88-566-4452-4 (già pubblicato con il titolo Dopo di te con la pistola,  Neri Pozza, 2004, [ISBN] : 88-7305-880-9)
3. Mortdecai e qualcosa di orribile nella legnaia (Something nasty in the woodshed, 1976), Piemme, 2015, traduzione di Serena Bertetto e Stefania Bertola, [ISBN] : 978-88-566-4453-1
4. Mortdecai e il delitto perfetto, completato da Craig Brown (The great Mortdecai moustache mistery, 1999), Piemme, 2016, traduzione di Stefano Travagli, [ISBN] : 978-88-566-4628-3

Bonfiglioli ha scritto anche un prequel storico, che vede protagonista un antenato Neerlandese di Charlie Mortdecai; il romanzo non è stato tradotto in italiano:
1. All the Tea in China, Secker and Warburg, 1978

Dai romanzi di Bonfiglioli è stato tratto il film Mortdecai per la regia di David Koepp.